# 林锋
林锋（1978年5月26日—），中华人民共和国江苏省南京市人，围棋职业六段棋手。他1994年入段，2004年升为六段。他获1996年全国围棋个人赛男子组并列第六名，1999年第2届棋圣战三段组冠军，2000年第2届全国体育大会围棋项目男子第六名。1999年代表江苏队、2001年至2004年代表北京队和武汉队参加围甲联赛。2020年在镇江市弈智棋院教棋。